# Typhlops hedraeus
Typhlops hedraeus este o specie de șerpi din genul Typhlops, familia Typhlopidae, descrisă de Savage 1950. Conform Catalogue of Life specia Typhlops hedraeus nu are subspecii cunoscute.